# Konstantios Dukas
Konstantios Dukas (mittelgriechisch Κωνστάντιος Δούκας; * 1060; † 18. Oktober 1081 bei Dyrrhachion) war byzantinischer Mitkaiser von 1060 bis 1078 und Thronprätendent 1078/79.

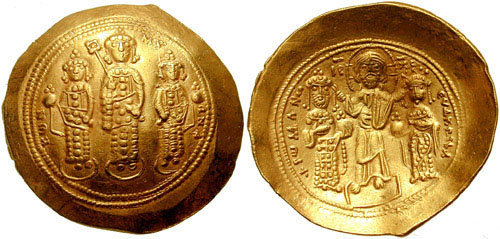
Histamenon des Romanos IV.: Romanos mit Eudokia Makrembolitissa, durch Jesus Christus gekrönt (Revers, rechts), und die jungen Mitkaiser Michael VII. Dukas, Andronikos Dukas und Konstantios Dukas (Avers)

## Herkunft
Konstantios Dukas stammte aus der byzantinischen Adelsfamilie der Dukas, die zu den ältesten des Reiches zählte. Bemerkenswert erscheint, dass der vermutliche Stammvater des Hauses, Andronikos, der schon 904 als Domestikos ton scholon (Oberkommandierender der kaiserlichen Truppen) und als byzantinischer Dux (d. h. Militärgouverneur) bezeichnet wird – was der Familie den Namen gab – im Jahr 908 zum Islam übertrat.
Damit leitet sich diese große Adelsfamilie, der zwei Kaiser des Byzantinischen Reiches, Konstantin X. (1059–1067) und Michael VII. (1071–1078), entstammen, von einem Muslim ab, was zeigt, dass damals eine beachtliche Toleranz gegenüber dem Islam bestand.
Sein Vater war Konstantin Dukas (1006–1067), der als Konstantin X. von 1059 bis 1067 Kaiser war. Seine Mutter war Eudokia Makrembolitissa (1021–1096), Regentin des Kaiserreiches 1067 und 1071, die nach dem Tod seines Vaters in zweiter Ehe mit Romanos Diogenes, verheiratet war, der von 1068 bis 1071 als Romanos IV. das Byzantinische Reich regierte.

## Leben

### Mitkaiser unter seinem Vater
Konstantios war zwar nur der jüngste Sohn Konstantins X., aber der einzige, der nach dessen Thronbesteigung geboren wurde und daher den Ehrennamen „Porphyrogennetos“ (der „Purpurgeborene“) trug. Dies, da er in der „Porphyra“, in dem Raum des kaiserlichen Großen Palastes, in Konstantinopel geboren wurde, der für kaiserliche Geburten vorgesehen war. Die Porphyra verdankte ihren Namen der Verkleidung des Bodens und der Wände mit purpurfarbenem Porphyr. Konstantios wurde schon bei seiner Geburt – neben seinem ältesten Bruder Michael – zum Mitkaiser erhoben.

### Mitkaiser unter Romanos IV.
Als sein Vater, Kaiser Konstantin X., 1067 starb, war Konstantios erst sieben Jahre alt. Da der nominelle Thronfolger Michael auch noch minderjährig war, übernahm seine Mutter Eudokia die Regentschaft. In der Praxis regierten jedoch der Mönch, Geschichtsschreiber und Staatsmann Michael Psellos (1017/18–1078) und der Onkel von Konstantios, der Kaisar (Caesar) Johannes Dukas, der ein jüngerer Bruder des verstorbenen Kaisers war.
Angesichts der massiven militärischen Bedrohung des Reiches von außen wollte die Militäraristokratie die Regierung nicht einem Knaben, einer Frau oder einem Mönch überlassen, sondern plädierte für eine starke Militärherrschaft. Die Mutter von Konstantios, die Kaiserin Eudokia, wurde daher gedrängt, sich mit dem kappadokischen Magnaten und siegreichen General, Romanos Diogenes, zu vermählen.
Durch diese Ehe wurde Romanos Diogenes 1068 zum Stiefvater von Konstantios und in der Folge als Romanos IV. zum Kaiser des Byzantinischen Reiches gekrönt. Er regierte von 1068 bis 1071 als Hauptkaiser und schloss damit die erbberechtigten Söhne seines Vorgängers als bloße „Mitkaiser“ vorerst von der Herrschaft praktisch aus, wenngleich auch der zweitälteste, Andronikos, nunmehr nominell ins Herrscherkollegium aufrückte. Dies geschah vielleicht auf Eudokias Wunsch, aber auch aus dynastischen Erwägungen: Die Vielzahl der Mitkaiser, die bald auch die beiden jungen Söhne Eudokias von Romanos, Leon und Nikephoros, einschloss, schwächte die Position der Söhne Konstantins X. zugunsten des Hauptkaisers.
Das Blatt sollte sich jedoch schon drei Jahre später wenden. Romanos IV. der sich primär um eine Zurückdrängung der türkischen Seldschuken  bemühte, erlitt mit seinem Heer in der Schlacht von Manzikert am 26. August 1071 gegen Alp Arslan, Sultan der Groß-Seldschuken (1063–1072), eine vernichtende Niederlage und wurde gefangen genommen. Diese Gelegenheit wurde von seinen Gegnern – unter der Führung des Kaisars Johannes Dukas – dazu genützt, ihn für abgesetzt zu erklären und den Thron neu zu besetzen.

### Mitkaiser unter seinem Bruder Michael VII.
Nach der Absetzung seines Stiefvaters, Romanos IV., wurde Konstantios’ ältester Bruder, Michael VII., der nominell seit 1067 Kaiser war, am 24. Oktober 1071 zum Alleinherrscher ausgerufen und gekrönt. Kaiser Michael VII. – nach Georg Ostrogorsky „ein lebensfremder Bücherwurm“ – konnte sich allerdings nicht lange seiner Herrschaft erfreuen, da es nicht nur bedrohliche Angriffe von außen, sondern auch im Inneren Probleme mit rivalisierenden Prätendenten um die Krone gab. Unter diesen fand sich nicht nur sein Onkel, der Kaisar Johannes Dukas, sondern auch der Dux von Dyrrhachion, Nikephoros Bryennios, und der Stratege des Themas (Provinz) der Anatoliken, Nikephoros Botaneiates.  Letzterer ließ sich am 7. Januar 1078 zum Kaiser des Byzantinischen Reiches ausrufen und marschierte nach Konstantinopel. Dort zwang inzwischen ein Aufstand Michael VII. zum Verzicht auf die Krone und zum Eintritt in das Studionkloster in Konstantinopel als Mönch. Die ehemalige Klosterkirche ist großteils heute noch als Imrahor Camii erhalten.

### Designierter Kaiser 1078
Das war der Moment, auf den Konstantios wohl seit einiger Zeit gehofft haben mag. Sein Bruder hatte nämlich nicht zugunsten des Nikephoros Botaneiates, sondern zu seinen Gunsten abgedankt. Damit war Konstantios designierter Kaiser des Byzantinischen Reiches. Sein einziger Rivale war Nikephoros Botaneiates. Obwohl ihn die Truppen in Kleinasien unterstützten und ihn zum Kaiser ausriefen, zeigte es sich sehr bald, dass er zur Herrschaft des Reiches nicht geeignet war.

### Mönch und Verbannter
Sein Mangel an Talent für die schwierige Aufgabe des Herrschers des von allen Seiten bedrohten Byzantinischen Reiches war bei Konstantios so offensichtlich, dass ihn schließlich sogar seine eigenen Anhänger an Nikephoros Botaneiates auslieferten, um einen Bürgerkrieg zu vermeiden. Dieser zwang Konstantios, Mönch zu werden und verbannte ihn auf die Prinzeninseln im Marmarameer. Nikephoros, der sich die Unterstützung von Suleiman ibn Kutalmiş († 1086 bei Antiochia), dem Gründer (1077) des Sultanats von Rum der Seldschuken versichert hatte, zog am 24. März 1078 in Konstantinopel ein und ließ sich noch am selben Tag von Kosmas I. dem Patriarchen von Konstantinopel als Nikephoros III. zum Kaiser des Byzantinischen Reiches krönen.

### General unter Alexios I.
Konstantios war es jedoch nicht bestimmt, sein Leben als Mönch auf den Prinzeninseln beenden. Im Jahr seiner Verbannung durch Kaiser Nikephoros III. heiratete seine Nichte Irene Dukaina (ca. 1066–1123/33) (Enkelin des erwähnten Kaisar Johannes Dukas) einen erfolgreichen und ehrgeizigen Feldherren namens Alexios Komnenos. Dieser Neffe des Kaisers Isaak I. entthronte drei Jahre später Kaiser Nikephoros III. und ließ sich selbst am 4. April 1081 in der Hagia Sophia vom Patriarchen von Konstantinopel Kosmas I. als Alexios I. zum Kaiser krönen.
Kaiser Alexios ließ Konstantios als nahen Verwandten seiner Frau aus der Verbannung zurückholen und übertrug ihm ein Kommando an der bedrängten Westflanke des Reiches. Bedrängt wurde diese vor allem von dem verwegenen Normannen Robert Guiskard aus dem Haus Hauteville, der sich nicht nur zum Herzog von Apulien und Kalabrien gemacht hatte, sondern darüber hinaus sogar Ambitionen zeigte, sich auch noch des geschwächten Byzantinischen Reiches zu bemächtigen. So verlobte er 1074 seine Tochter Olympia mit Konstantin Dukas Porphyrogennetos, dem Neffen von Konstantios und einzigen Sohn des Kaisers Michael VII. – und daher mit dem voraussichtlichen Erben des Reiches. Nicht genug damit, stieß Robert Guiskard 1081 mit seiner Armee auf den Balkan vor, wo er am 18. Oktober in einer großen Schlacht bei Dyrrhachion (heute Durrës in Albanien) die Armee von Kaiser Alexios Komnenos, besiegte, Durazzo eroberte und anschließend bis nach Thessaloniki vorstieß.
Konstantios Dukas erlebte diese letzten Niederlagen nicht mehr: er war bereits am 18. Oktober 1081 an der Spitze seiner Truppen in der Schlacht bei Dyrrhachion gefallen.

## Familie
Über eine Ehe oder Kinder von Konstantios ist nichts bekannt.